# Forte di Malmaison
Il forte di Malmaison, conosciuto anche come fort Dumas, è un forte francese situato nel comune di Chavignon, presso Laon in Piccardia. 
Fu costruito dal 1878 al 1882 e parzialmente demolito nel 1886.

## Descrizione del forte
Il forte ha la forma di un rettangolo irregolare di 270 metri per 240 circondato da un fossato dotato di caponiere per la sua difesa.
Appena completato, poteva ricoverare in caso di necessità fino a 804 soldati. 
Nel 1886 era dotato di 37 cannoni di vario calibro di cui il più grande poteva sparare proiettili di 40 kg ad una distanza di 9 km.
Le scorte di viveri e di munizioni erano previste per resistere ad un assedio di sei mesi mentre le cucine e il forno per il pane poteva fornire 600 razioni di pane al giorno.
L'approvvigionamento di acqua era assicurato da due pozzi e da una cisterna. 
Le camerate, riscaldate, ventilate e dotate di illuminazione elettrica potevano ricoverare 28 e 60 soldati in letti a castello a quattro posti.
Il forte si trova in cattive condizioni e può essere visitato su richiesta.

## Storia operativa
Il forte di Malmaison merita di essere ricordato in quanto, dopo soli quattro anni dalla la sua costruzione, fu utilizzato dagli ingegneri militari per verificare il danno fatto dai nuovi tipi di proiettili di artiglieria contenenti esplosivo a base di melinite, il nome usato in Francia per l'acido picrico.
Nel 1886, il forte fu bombardato con 171 proiettili di cannone da 155 mm. modello 1877 e di mortaio da 220 mm. modello 1880.
I danni osservati furono spaventosi: i proiettili erano penetrati attraverso le volte in pietra, le batterie all'aperto erano state spazzate via e i fossati riempiti dall'esplosione delle cariche.
Si concluse pertanto che le fortificazioni costruite in Francia dopo il 1870 e fino a quel momento erano già obsolete e che in futuro si sarebbe dovuto costruire solo con il cemento armato, all'epoca ancora costoso.
Dismessa il 1º ottobre 1888, la fortezza fu acquisita da un privato nel 1911.
Il forte di Malmaison vide innumerevoli azioni militari durante la prima guerra mondiale, poiché l'esercito tedesco avanzò nel territorio attorno a Laon.
La fortezza fu occupata dall'esercito tedesco nel 1914 e fu ripresa dall'esercito francese nella battaglia di Malmaison il 23 ottobre 1917, il 28 maggio 1918 fu riconquistata dai tedeschi, infine fu definitivamento ripresa dal 28º Battaglione cacciatori alpini francesi il 28 settembre 1918.